# Рік Еджінгтон
Рік Еджінгтон  (англ. Ric Egington, 26 лютого 1979) - британський веслувальник, олімпійський медаліст.

## Виступи на Олімпіадах
| Олімпіада   | Дисципліна                     | Місце |
| ----------- | ------------------------------ | ----- |
| Пекін 2008  | вісімка розстібна зі стерновим | 2     |
| Лондон 2012 | вісімка розстібна зі стерновим | 3     |